# Tunguzské jazyky

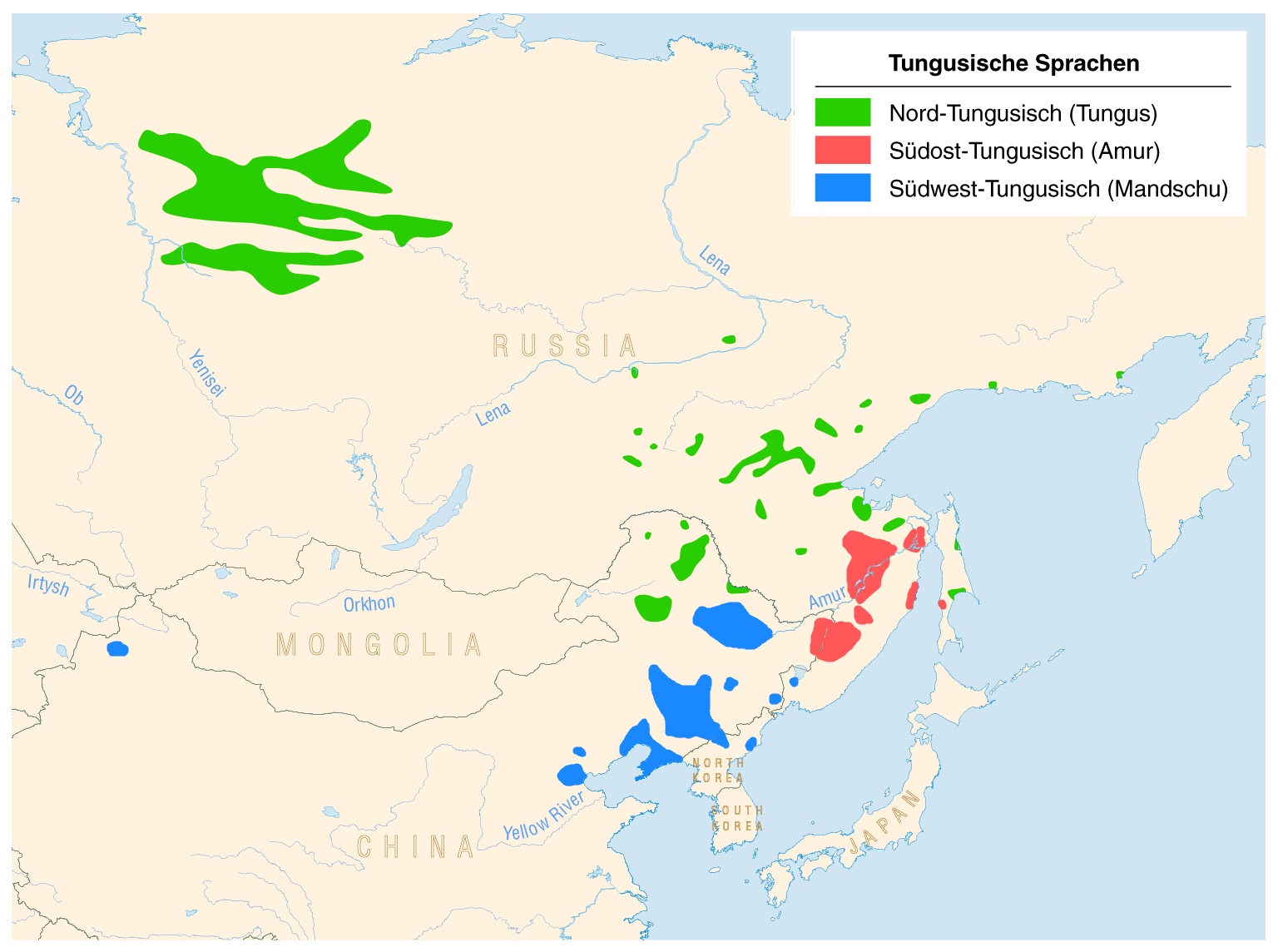
Geografické rozdělení tunguzských jazyků. Zeleně: severotunguzské jazyky. Červeně: jihovýchodní tunguzské jazyky. Modře: jihozápadní tunguzské jazyky.

Tunguzské jazyky jsou jazyková rodina zahrnující jazyky používané na Sibiři na východ od středního toku Jeniseje, v Mandžusku a na Dálném Východě. V kontroverzní hypotéze altajských jazyků se tunguzské jazyky obvykle řadí do této jazykové rodiny, společně s turkickými a mongolskými jazyky; někdy se k altajským jazykům řadí také japonština a korejština (tzv. makroaltajské jazyky). Mnoho z těchto jazyků je na pokraji vymření kvůli kulturní a politické asimilaci mluvčích (mandžuština).

## Etymologie
Slovo tunguz, rusky тунгус, pochází z turkického výrazu pro „prase“. Jakuti a (sibiřští) Tataři takto pojmenovali Evenky někdy v 17. století. V současné (kazaňské) tatarštině se prase řekne дуңгыз (translit. duŋgyz). Odbornou veřejností to bylo přijato.[ujasnit] V současnosti používají ruské úřady termíny evenkijské jazyky a Evenkové, aby se tak vyhnuli hanlivému označení. Ve společnosti je ale původní výraz silně zakořeněn.

## Dělení
Tři hlavní skupiny představují:
- Severotunguzské jazyky, kterými se hovoří především v Rusku a severní Číně. Sem patří evenkijský jazyk, evenský jazyk a související dialekty (negidalský jazyk, někdy považovaný za samostatný jazyk).
- Jihotunguzské jazyky, které se dále dělí na:
  - jihovýchodní, kam patří nanajština, ulčský jazyk, orokština, oročský jazyk a udehejština.
  - jihozápadní, kam patří mandžuština, šive a džurčenština.

## Historie
Starých textů se nedochovalo mnoho, což znesnadňuje mapování historie tunguzských jazyků. Nejstarší památky zahrnují staroturecké nápisy z 8. století z oblasti Orchonu v Mongolsku psané semitským písmem.

## Charakteristika
Tunguzské jazyky se vyznačují aglutinační stavbou slov a samohláskovou harmonií. Aglutinační stavba znamená, že ke kořeni slova, který zůstává stejný, se přidávají předpony nebo přípony, z nichž každá jednotlivě vyjadřuje konkrétní modifikaci významu či mluvnickou kategorii jako osobu, čas, způsob, rod, pád apod.